# مسجد فرحات باشا
مسجد فرحات باشا، (بـالبوسنية: Ferhat-pašina džamija ؛ بـالتركية: Ferhat Paşa Camii) المعروف عموما باسم فرهاديا، هو مسجد يقع في مدينة بانيا لوكا، العاصمة الحالية لـجمهورية صرب البوسنة في البوسنة والهرسك. المسجد بني في 1579م، وهو مدرج على قائمة الآثار الوطنية للبوسنة والهرسك.
دمر المسجد في عام 1993م خلال الحرب في البوسنة والهرسك، ثم تم إعادة بنائه. قبل تدميره، كان يعتبر واحدا من الإنجازات العثمانية الأكثر اكتمالا في البوسنة والهرسك وتحفة من العمارة الإسلامية.

## البناء
بنى المسجد القديم في عام 1579م  أحد طلاب المعمار سنان المجهولين لصالح والي السنجق البوسني غازي فرحات باشا. وهو يعكس خصائص العمارة العثمانية الكلاسيكية. في 7 مايو 1993م، هدم الصرب هذا المسجد، مثل غيره من المساجد في بانيا لوكا، وتم تنظيف موقعه بالجرافات. بدأت أعمال البناء من قبل رئاسة الاتحاد الإسلامي في البوسنة والهرسك منذ عام 2001م، وتم تأسيس التعاون مع وكالة التعاون والتنسيق التركية (TİKA) في 25 مارس 2014م، وتم إعادة بناء المسجد وفقا للأصل وأعيد فتحه للعبادة في 7 مايو 2016م.

## موقع
مسجد فرحات باشا هو مركز čaršija (الحي العثماني القديم) في بانيا لوكا. وقع في محيط قلعة كاستل بين نهر فرباس ورافده Crkvena، في حي Donji Šeher.

## تاريخ

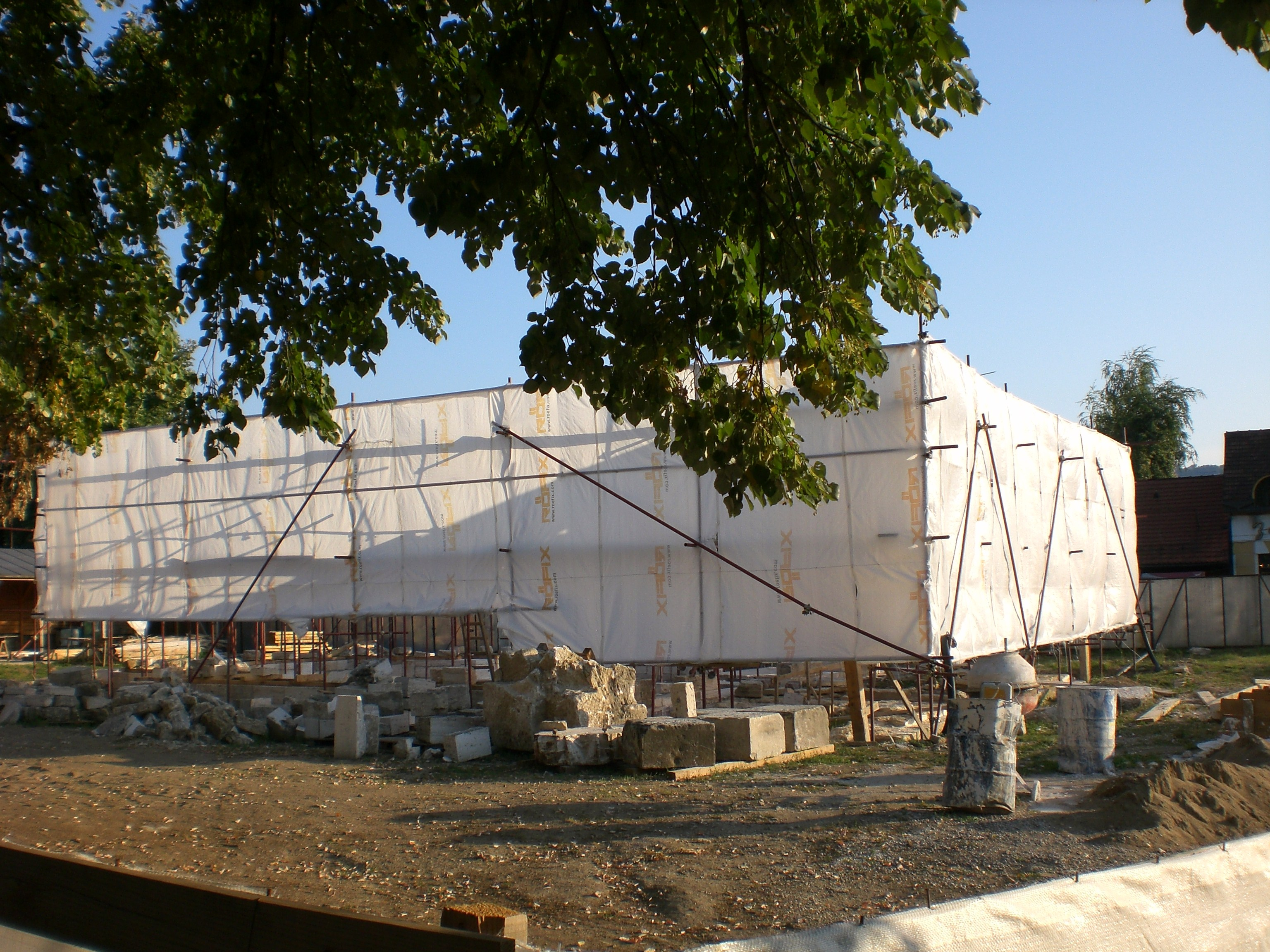
إعادة بناء المسجد، 2007.

بناء المسجد يندرج ضمن التغيرات الجيوسياسية التي حدثت في البوسنة في بداية القرن 16، بما في ذلك فتح منطقة بانيا لوكا من قبل العثمانيين. وكانت أكثر العائلات تأثيرا في هذه الفترة هي عائلة صقللي، الذي كان العضو الأكثر شهرة هو محمد–باشا، الذي كان الوزير الأعظم. في بانيا لوكا، صقللي فرحات باشا
لعب دورا هاما. عين باي على إيالة البوسنة في عام 1574، وبنى 216 مبنى في المدينة بين 1579 و 1587. تم بناء مسجد فرهاديا، الذي سمي عليه، في عام 1579، ويفترض من قبل تلميذ المهندس المعماري سنان، مؤسس النمط الكلاسيكي العثماني · .
وخلال حرب البوسنة والهرسك الحرب في البوسنة والهرسك، دمر المسجد تماما. وفي 6 مايو 1993، ألغم مبنى المسجد، وفي 7 و 8 مايو، جرفت الأنقاض. وفي سبتمبر من العام نفسه، دمرت المقبرة المحيطة بالمسجد، وفي ديسمبر، عانى برج الساعة (sahat-kula) من نفس المصير · . في 7 مايو 2016، تم افتتاح المسجد بعد نهاية أعمال إعادة البناء.

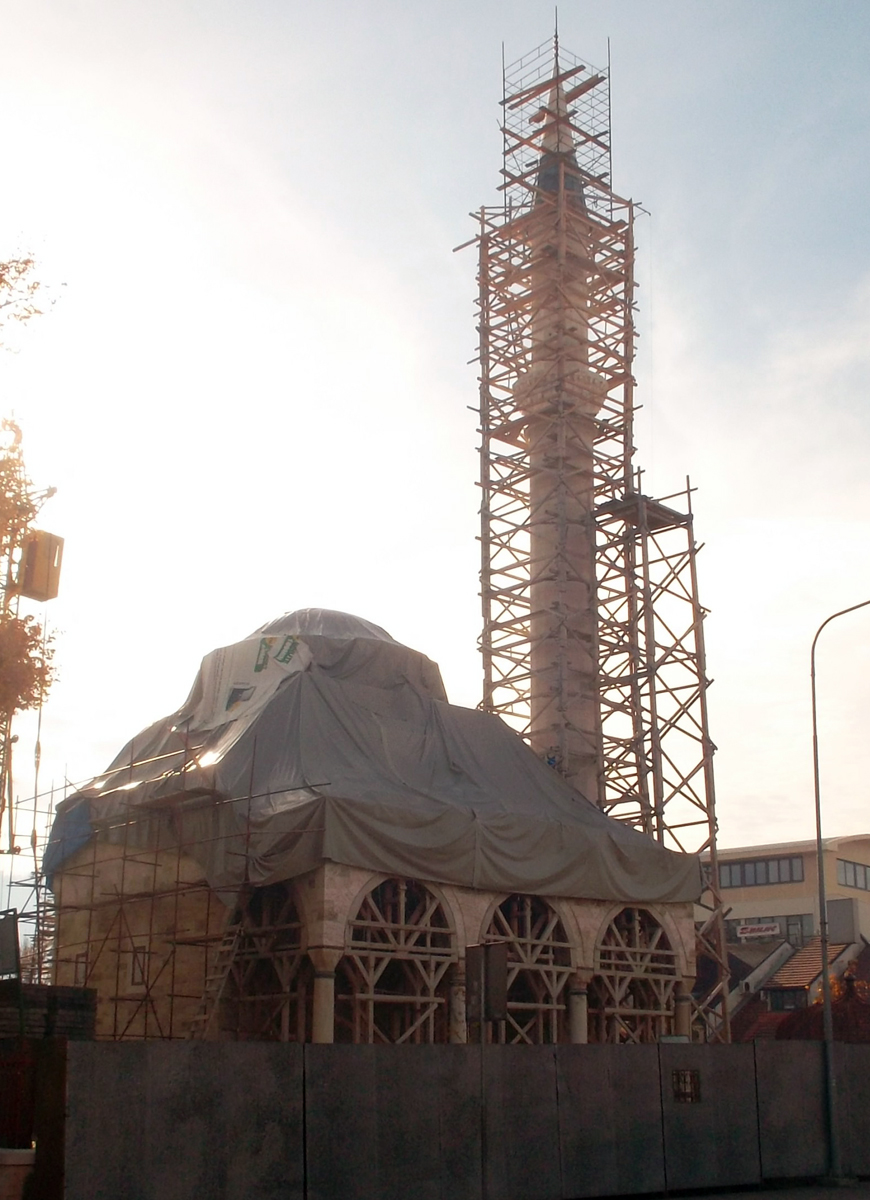
إعادة بناء المسجد، 2012

## وصف

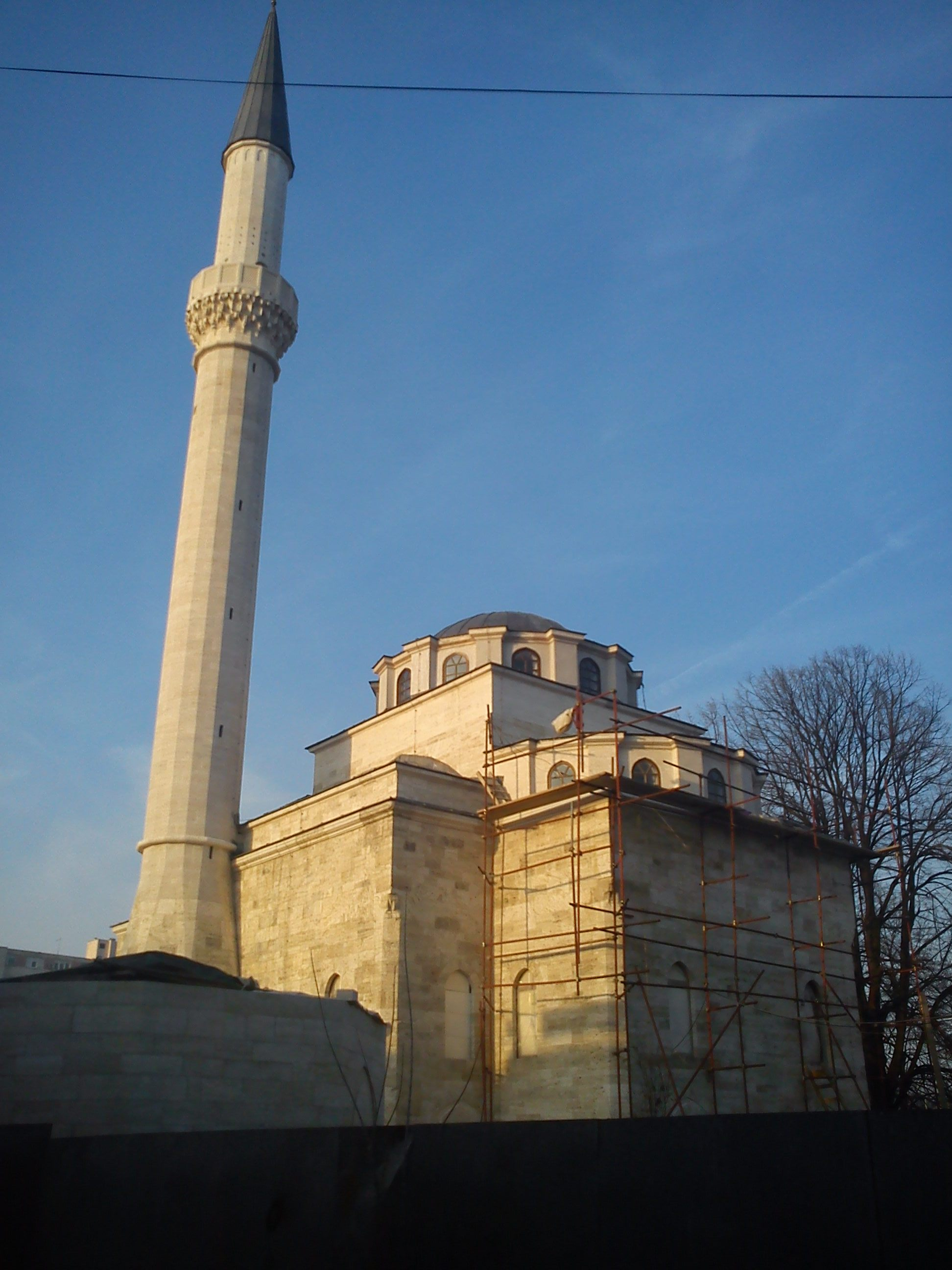
زاوية أخرى للمسجد

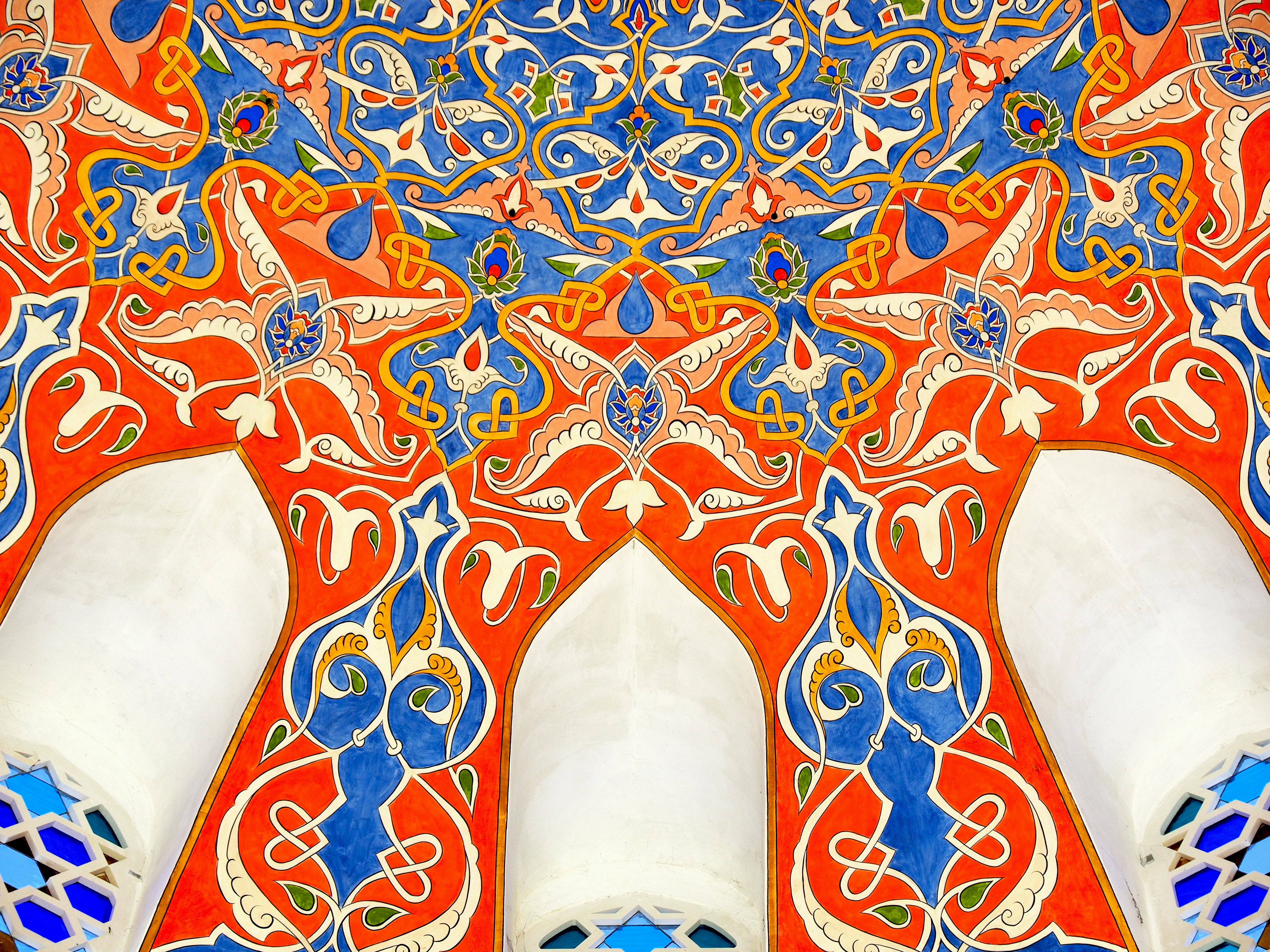
قبة، وزخرفة عربية.

يشكل مسجد فرحات باشا مجموعة معمارية مكونة من عدة عناصر. وإلى جانب المسجد نفسه وفناءه، يتكون من مقبرة ونافورة وثلاثة توربينات (أضرحة) وجدار مع بوابة الدخول.
في الأصل، كانت المجموعة محاطة كلها بجدار مع مظلة، وتم استبداله في عام 1884 بجدار مبني مع بوابات الحديد المطاوع. في وسط الفناء كان يوجد شاذروان، نافورة مخصصة لوضوء المؤمنين الذين يجب عليهم تنقية أنفسهم قبل الصلاة؛ وكان لهذا المبنى الحجري اثنا عشر منبع للمياه. المسجد نفسه، يختلف عن الصروح الدينية الأخرى للقرن السادس عشر، وتغلب عليه العديد من الـقباب. بقياس 14,47 m على 18,33 m، مع الجدران بسمك 120 cm. كانت المئذنة بمدخلها الخاص على ارتفاع 42,70.
وكان على طول المسجد ثلاثة توربينات أو أضرحة. ضريح فرحات باشا، الذي بني قبل 1590، يضم قبر فرحات باشا الصقللي الذي توفي في 1590 في بودا؛ من شكل مثمن، كان يعلوه قبة، في أسلوب التوربينات الضخمة في القرن السادس عشر. وقد استلهم ضريح فرحات باشا من سابقه ولكن بني من مواد أقل نبل. الضريح الثالث كان لسافي كادونا، جد فرحات باشا. من مخطط مثمن أيضا، يتكون سقفها من هيكل هرمي من الخشب مغطاة بقرميدة بسيطة. قد يعود تاريخه إلى أواخر القرن السابع عشر أو أوائل القرن الثامن عشر.